# Kangrusselja
Kangrusselja (ook Kangruselja, Duits: Kangern) is een plaats in de Estlandse gemeente Saaremaa, provincie Saaremaa. De plaats heeft de status van dorp (Estisch: küla).
Tot in oktober 2017 behoorde Kangrusselja tot de gemeente Pihtla. In die maand ging Pihtla op in de fusiegemeente Saaremaa.

## Bevolking
Het dorp had 40 inwoners op 31 december 2011 en 26 inwoners op 31 december 2021.

## Geschiedenis
In 1479 ontving Jürgen Wedberg het landgoed Kangern in leen van de prinsbisschop van Ösel-Wiek. In 1798 werden naast het landgoed ook een dorp en een molen Kangern genoemd. Het landgoed was tot 1678 in handen van de familie von Wedberg, daarna had het wisselende eigenaars. Tussen 1805 en 1905 was het in handen van de familie von Ekesparre. De laatste actieve eigenaar was Oscar Friedrich Wildenberg.
Het landhuis van het landgoed is bewaard gebleven. Het is in particuliere handen.
Kangrusselja had twee herbergen, Kivikõrts en Kalmukõrts. Kivikõrts is in 1941, tijdens de Tweede Wereldoorlog, verloren gegaan. Op de plaats van de herberg staan nu fruitbomen. Kalmukõrts bestaat nog. Het gebouw, deels van steen en deels van hout, dateert van 1784 en heeft ook korte tijd (1789-1790) als poststation gediend. Al in 1790 werd het poststation verplaatst naar Sakla. Het ligt op een voormalige begraafplaats (kalme is begraafplaats). In 2014 besloot de Estische dienst voor het cultureel erfgoed (Muinsuskaitseamet) de herberg (toen in gebruik als boerderij) niet op de monumentenlijst te zetten. De staat van onderhoud was te slecht en er was te veel aan het pand veranderd. De beslissing kan worden herzien als het pand wordt gerestaureerd.
In de jaren 1977–1997 maakten de buurdorpen Metsaküla en Matsiranna deel uit van Kangrusselja.

## Foto's

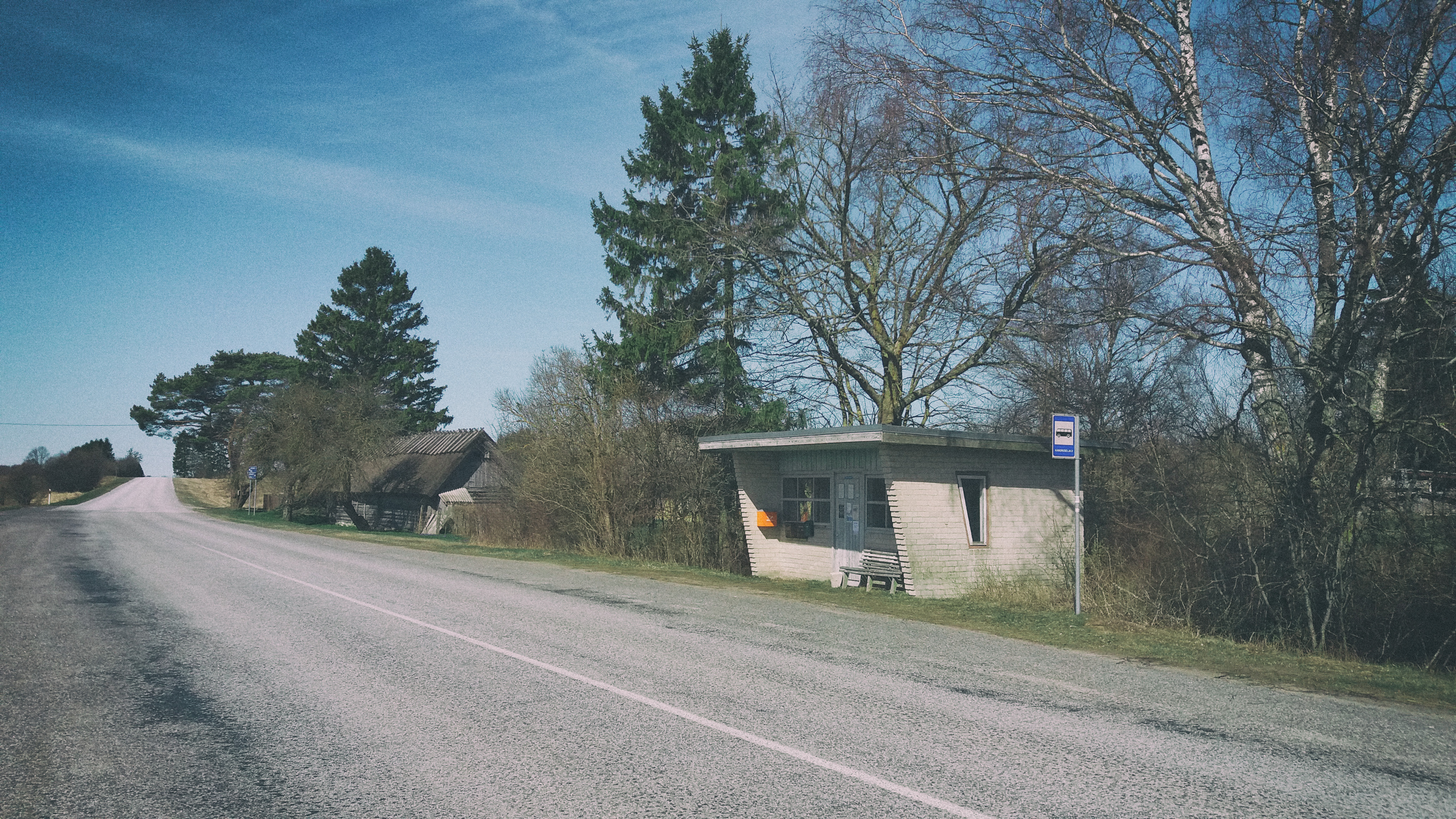
Bushalte
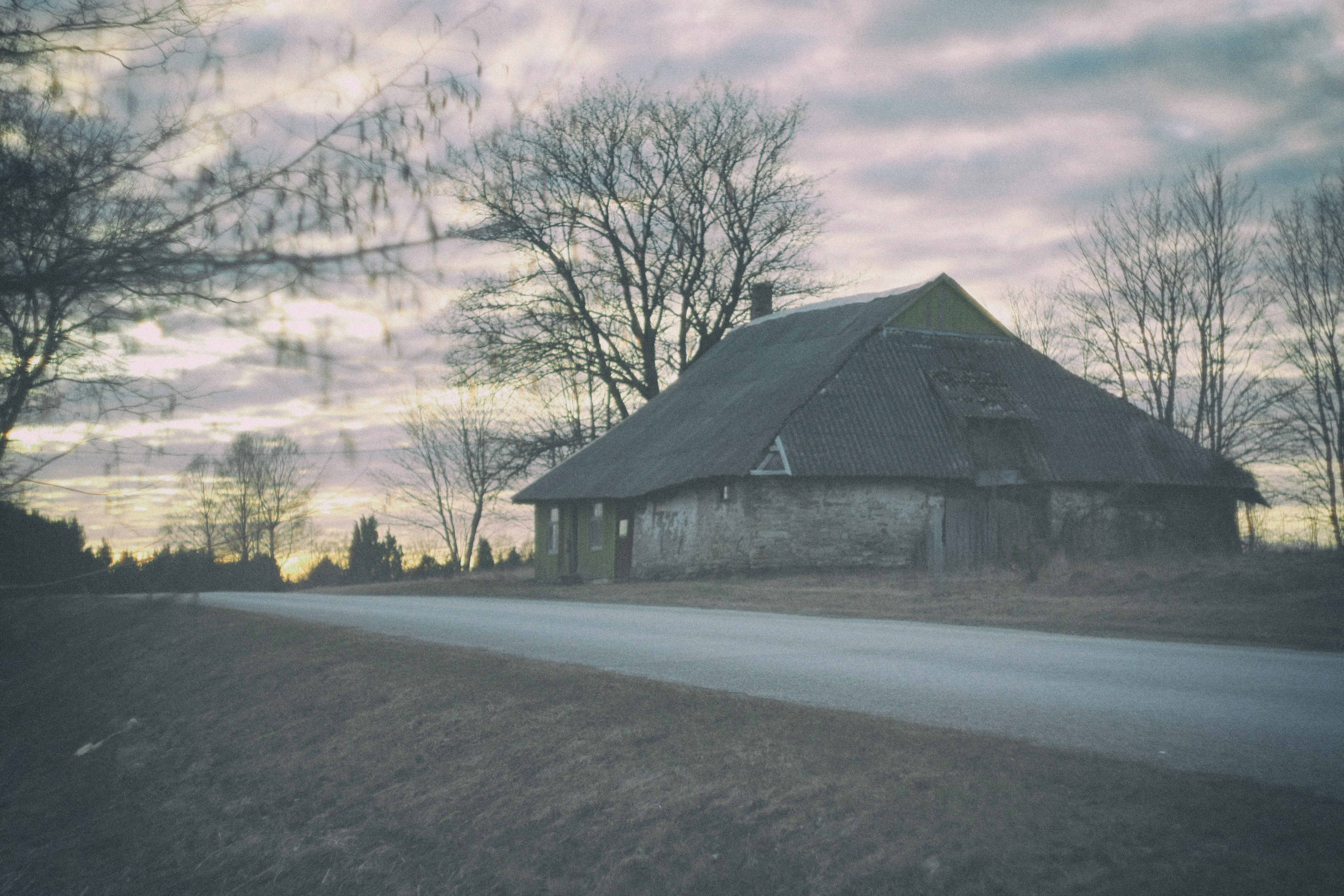
De Kalmukõrts
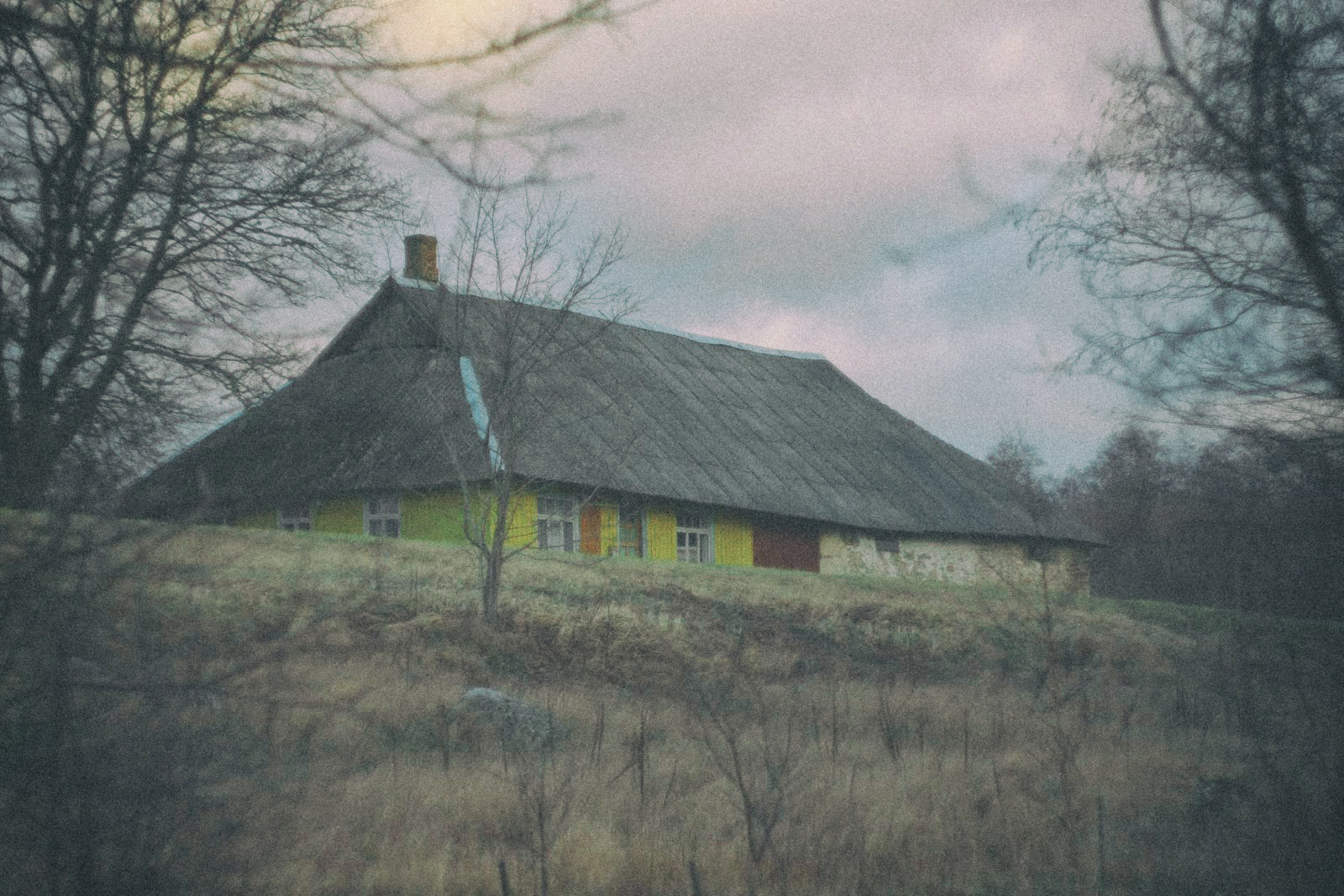
De Kalmukõrts